# Lesley Roy
Lesley Roy (Dublín, 17 de septiembre de 1986) es una cantante y compositora irlandesa de rock alternativo y pop rock. En el año 2006, Roy, firmó con un sello independiente irlandés, con la licencia del sello estadounidense, Jive Records lanzando su álbum titulado "Unbeautiful" con el cual debutó en el 2008, que fue ejecutado y producido por Max Martin. Lesley Roy, como compositora, cambió el enfoque de la composición de sus canciones, atrayendo la atención del productor Marc Jordán,  director acreditado por el lanzamiento de la carrera de Rihanna y propietario de Rebel One Management & Publishing. Como compositora Roy ha tenido un reconocimiento internacional con canciones para artistas como Adam Lambert, Miss Montreal, Medina, Jana Kramer y Marlee Scott.

## Vida y carrera
Lesley Roy nació en Dublín y se formó en Balbriggan, en Irlanda, cantante de una poderosa voz, Lesley desde muy pequeña y antes de ser una cantante famosa,  cantaba música cristiana para su iglesia comunitaria y fue que en 2008, fue descubierta por buscadores de talentos de la disquera Jive Records, donde debutó lanzando su primer álbum Unbeautifull,  hay algunos que aseguran que su voz,  se puede describir entre las voces de Melissa Etheridge y Avril Lavigne aunque ella ha mencionado como sus principales influencias a la ya mencionada Melissa Etheridge, Stevie Nicks, Sheryl Crow, The Dixie Chicks, Bonnie Raitt, Janis Joplin, Tom Petty y Bruce Springsteen. Entre sus canciones más conocidas están "Unbeautiful", "I´m Gone I´m Going", "Thinking Out Loud" y "Misfit".
El 5 de marzo de 2020, la radio pública musical irlandesa, RTÉ 2fm, anunció que Lesley Roy representaría a Irlanda en Eurovisión 2020, celebrado en Róterdam (Países Bajos), con la canción «Story Of My Life». Sin embargo, el festival fue cancelado debido a la pandemia de COVID-19. Por ello, la radiodifusora pública irlandesa seleccionó a la artista para representar al país en el certamen de 2021 con el tema «Maps».

## Unbeautiful
Jive Records A&R y Jeff Fenster notaron la obra de Lesley en HitQuarters, y acordaron financiar conjuntamente el primer proyecto de Roy que sería más tarde su primer Álbum, su álbum debut que se titularía "Unbeautiful" el cual fue puesto en libertad el 30 de septiembre de 2008. De acuerdo a Soundscan el álbum vendió 45,000 copias y 350,000 descargas digitales. Unbeautiful alcanzó el puesto n.º 5 del Billboard's Top Heatseekers. Su primer sencillo "I'm Gone I'm Going" fue la canción más tocada de la radio Hot AC radio stationspor la semana que terminó el 24 de junio de 2008, y luego se posicionó en el puesto 35 en Billboard Hot Adult Top 40 Tracks y en el puesto 61 en el Billboard Pop 100 Airplay chart. "I'm Gone I'm Going" fue el tema musical para el show de MTV Exited y apareció en un episodio del programa "The Hills". Roy apareció en FNMTV, el 18 de julio de 2008 para lanzar el video musical de la canción. "I'm Gone I'm Going" fue destacada como una pista descargable en Rock Band 2. Su segundo sencillo fue "Unbeautiful"  esta canción fue la principal del álbum y alcanzó su punto máximo en el Billboard's Pop 100 Airplay chart en el puesto no. 39 y al igual que su primer sencillo este también apareció en el programa de "The Hills". La canción perteneciente a este álbum "Slow Goodbye" fue coescrita por una de las cantantes del momento la cantante Katy Perry. Otros compositores de gran renombre que colaboraron con la composición del álbum desfilan Max Martin, Dr Luke, Rami Yacoub, Savan Kotecha, Desmond Child, David Hodges, Emanuel Kinakou, Kara DioGuardi, Greg Wells, Mitch Allan y Andreas Carlsson.. También es notable que "Unbeautiful" fue mezclado por Chris Lord-Alge. A principios de 2009 Roy apoyo un Tour en una gira de 32 ciudades con el subcampeón de American Idol David Archuleta. A finales de 2009 Roy rindió Homenaje a su país Irlanda grabando un cover de U2 de su canción "Where the Streets Have No Names"  del cual fue montado un video presentado en New York City Marathon y que se transmitió en todo el mundo.

## Carrera como compositora
Bajo la dirección de Benjamin Tischker en Wide Eyed Entertainment, Roy firmó con Rebel una editorial con Marc Jordan luego colocaron tres canciones en el álbum debut de la cantante Ashlyne Huff, para su álbum Let It Out, lanzado el 7 de junio de 2011. Mientras trabajaba en el álbum de Huff, se unió con algunos de los grandes talentos de la industria incluyendo The Writing Camp, Eric Bellinger y Jerrod Bettis. El 13 de abril de 2012 la cantautora Holandesa Miss Montreal lanzó del álbum I Am Hunter del cual Roy coescribió 3 de las canciones del álbum incluyendo el sencillo "I Am Hunter", canción que alcanzó el puesto 28 de las listas musicales Holandesas, Roy también coescribió los sencillos "Better When It Hurts" y "Everything". El 15 de mayo de 2012, el cantante estadounidense Adam Lambert lanzó "Trespassing", su segundo álbum de estudio que debutó en el número 1 en el Billboard 200, que marca la primera coescritura de Roy en un álbum n.º 1. Roy colaboró en la pista "Pop That Lock" incluido en "Trespassing". Roy colaboró con el equipo de producción danés Deekay, Tim McEwan y Johannes Jørgensen en "Waiting for Love" para la cantante danesa Medina en su álbum "Forever" lanzado el 1 de junio de 2012, en Europa a través de EMI. También en junio de 2012, Roy lanzó dos coescrituras de música Country "Goodbye California" con la actriz estadounidense de One Tree Hill y cantante de música country Jana Kramer, para su álbum homónimo. Luego de unirse de nuevo a Desmond Child coescribió, "Rhinestone in the Rough" para el álbum de country de la cantautora canadiense Marlee Scott y el álbum Beautiful Maybe.

## Discografía

### Álbumes de estudio
| Año  | Detalles                                                                                        | Posiciones en los charts | Sales (Certificación)                              |
| Año  | Detalles                                                                                        | US Heatseeker            | Sales (Certificación)                              |
| ---- | ----------------------------------------------------------------------------------------------- | ------------------------ | -------------------------------------------------- |
| 2008 | Unbeautiful - Fecha de lanzamiento: 30 de septiembre de 2008 - Discográfica: Jive - Formato: CD | 5                        | 45,000 copias vendidas 350,000 Descargas digitales |

### Singles
| Año  | Título                       | Charts | Charts | Charts   | Charts | Charts | Charts | Charts | Charts | Charts | Álbum       |
| Año  | Título                       | US     | US Pop | US Main. | US AC  | SWE    | VE     | GER    | DU     | NOR    | Álbum       |
| ---- | ---------------------------- | ------ | ------ | -------- | ------ | ------ | ------ | ------ | ------ | ------ | ----------- |
| 2008 | "I'm Gone, I'm Going"        | —      | 85     | —        | 48     | 28     | —      | —      | —      | —      | Unbeautiful |
| 2008 | "Unbeautiful"                | 114    | 53     | 31       | —      | 6      | 2      | 15     | 16     | 5      | Unbeautiful |
| 2016 | "Hang On"                    | —      | —      | —        | —      | —      | —      | —      | —      | —      | Sin álbum   |
| 2016 | "Blood On Your Hands"        | —      | —      | —        | —      | —      | —      | —      | —      | —      | Sin álbum   |
| 2016 | "Free the Flame(Ember Moon)" | —      | —      | —        | —      | —      | —      | —      | —      | —      | Sin álbum   |
| 2020 | "Story Of My Life"           | —      | —      | —        | —      | —      | —      | —      | —      | —      | Sin álbum   |
| 2021 | "Maps"                       | —      | —      | —        | —      | —      | —      | —      | —      | —      | Sin álbum   |

## Discografía como compositora
| Año  | Artista       | Álbum           | Canción                   | Coescritas con                                            |
| ---- | ------------- | --------------- | ------------------------- | --------------------------------------------------------- |
| 2011 | Ashlyne Huff  | "Let It Out"    | "Let It Out"              | Ashlyne Huff, Jerrod Bettis, Shari Short, Noel Zancanella |
| 2011 |               |                 | "Own the Night"           | Eric Bellinger, Evan "Kidd" Bogart, Gregory Ogan          |
| 2011 |               |                 | "Runaway"                 | David "DQ" Quiñones, Evan "Kidd" Bogart, Ramon Reo Owen   |
| 2012 | Adam Lambert  | Trespassing     | "Pop That Lock"           | Adam Lambert, Robert Marvin, Josh Crosby, Nate Campany    |
| 2012 | Miss Montreal |                 | "I am Hunter"             | Nate Campany, Sanne Hans                                  |
| 2012 |               |                 | "Better When It Hurts"    | Sanne Hans                                                |
| 2012 |               | I Am Hunter     | "Everything"              | Nate Campany, Josh Crosby Sanne Hans                      |
| 2012 | Medina        | Forever         | "Waiting for Love"        | Tim McEwan & Johannes Jørgensen                           |
| 2012 | Jana Kramer   | Jana Kramer     | "Goodbye California"      | Jana Kramer, Josh Crosby and Catt Gravitt                 |
| 2012 | Marlee Scott  | Beautiful Maybe | "Rhinestone in the Rough" | Desmond Child & Barry Dean                                |